# Panique à Yucca City
Pour plus de détails, voir Fiche technique et Distribution.
Panique à Yucca City (Blue Steel) est un film américain réalisé par Robert N. Bradbury, sorti en 1934.

## Synopsis
Le marshall John Carruthers va traquer le bandit surnommé "Polka Dot Bandit", avec l'aide du shérif Jake...

## Fiche technique
- Titre original : Blue Steel
- Titre français : Panique à Yucca City
- Réalisation : Robert N. Bradbury
- Scénario : Robert N. Bradbury
- Direction artistique : E. R. Hickson
- Photographie : Archie Stout
- Son : John Stransky Jr.
- Montage : Carl Pierson
- Production : Robert N. Bradbury, Paul Malvern
- Société de production : Lone Star Productions
- Société de distribution : Monogram Pictures
- Pays d'origine :  États-Unis
- Langue originale : anglais
- Format : noir et blanc — 35 mm — 1,37:1 — son Mono (Balsley & Phillips Recording System)
- Genre : Western
- Durée : 54 minutes
- Dates de sortie :  États-Unis : 10 mai 1934
- Licence : Domaine public

## Distribution
- John Wayne : John Carruthers
- Eleanor Hunt : Betty Mason
- Gabby Hayes : Shérif Jake
- Edward Peil Sr. : Malgrove
- Yakima Canutt : Danti, alias « Polka Dot Bandit »
- Lafe McKee : Dan Mason
- George Cleveland : Hank, l'aubergiste
- Earl Dwire : un homme de main

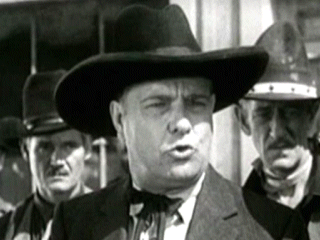
Edward Peil Sr.
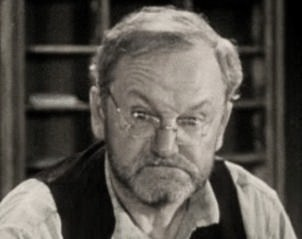
George Cleveland

## Autour du film
- Panique à Yucca City fut tourné entièrement en extérieur à Lone Pine dans les Alabama Hills, au pied du Mont Whitney.
- Robert N. Bradbury n'ayant pas la maîtrise des explosifs, c'est le jeune assistant réalisateur Glenn Cook qui sera engagé et chargé de mettre en images les périlleuses scènes d'explosions de la fin du film[1].